# Abner Monroe Perrin
Abner Monroe Perrin (2 février 1827 – 12 mai 1864) est un général confédéré de l'armée de Virginie du Nord pendant la guerre de Sécession.

## Avant la guerre
Perrin naît dans le district d'Edgefield de la Caroline du Sud(p169), comme le futur lieutenant général confédéré James Longstreet(p148). 
Il combat lors de la guerre américano-mexicaine en tant que lieutenant dans l'infanterie dans l'armée régulière(p148). À son retour chez lui, il étudie le droit et est admis au barreau en 1854(p148).
Il épouse Emeline (ou Emmala) Elizabeth Butler, fille de l'ancien gouverneur Pierce Mason Butler(p254). Le couple aura deux enfants, Pierce et Robert(p10).

## Guerre de Sécession
Lorsque la guerre de Sécession éclate, Perrin entre au service de la Confédération comme capitaine dans le 14th South Carolina Infantry(p148), qui était affecté dans la brigade du brigadier général Maxcy Gregg de la fameuse « division légère » du major général A. P. Hill.
Perrin est en service avec la brigade de Gregg tout au long de ses grandes batailles, y compris les Sept jours, Cedar Mountain,  la deuxième bataille de Bull Run (deuxième Manassas), Hapers's Ferry,  Antietam, et Fredericksburg(p148). Il est légèrement blessé à Fredericksburg(p1072). Il est malade alors qu'il est à Leesburg le 5 septembre 1862(p169). 
Il est promu colonel en février 1863(p169). Lorsque le successeur de Gregg, Samuel McGowan, est blessé à Chancellorsville, Perrin prend le commandement de la brigade et la mène lors de la bataille suivante à Gettysburg, dans la division du major général William Dorsey Pender dans le nouveau troisième corps de Hill. Lors des combats, Perrin perd près de la moitié de ses hommes(p1072).
À Gettysburg, le 1er juillet 1863, la brigade de Perrin est impliqué dans l'attaque confédérée qui capture Seminary Ridge. Le 10 septembre 1863, Perrin est promu brigadier général(p169),(p148). Au retour de McGowan, au printemps 1864, Perrin est transféré au commandement de la brigade d'Alabama précédemment commandé par le brigadier général Cadmus Wilcox dans la division du major général Richard H. Anderson(p148) (Wilcox a été nommé commandant de la division de Pender, qui est mort d'une blessure reçue à Gettysburg).
Perrin est remarquablement courageux lors de la bataille de la Wilderness, en mai 1864. Lors de la bataille suivante, Spotsylvania Court House, il déclare : « je vais sortir de ce combat vivant en tant que major général, ou un mort comme brigadier »(p148-49),. Lorsque le « Mule Shoe » (ou « Bloody Angle ») est envahi et la plupart de la division du major général Edward "Allegheny" Johnson est capturée le 12 mai 1864, les unités du troisième corps, y compris la brigade de Perrin, sont appelées à la rescousse. À la tête de ses troupes dans une fougueuse contre-attaque sous un feu très lourd, avec son épée à la main, Perrin est criblé de balles et meurt instantanément, abattu de sept balles(p169),(p149). 
Il est enterré dans le cimetière confédéré de Fredericksburg, en Virginie(p169),(p149).

### Citations originales
1. ↑  ''I shall come out of this fight a live major general or a dead brigadier general''